# 沃灵顿
沃灵顿（英語：Warrington）是英国英格兰柴郡的一个镇，位于默西河畔。

## 友好城市
- 德国希尔登
- 捷克纳霍德
- 美国伊利诺伊州莱克县